# Expo 1880
L'Esposizione universale del 1880 (ufficialmente Melbourne International Exhibition) si svolse nella città di Melbourne, presso l'edificio Royal Exhibition Building che si trova all'interno dei Carlton Gardens, dal 1º ottobre 1880 al 30 aprile del 1881 e vide la partecipazione di 1,3 milioni di visitatori provenienti da tutto il Mondo.
È stata l'ottava Esposizione universale ufficialmente riconosciuta dall'Ufficio internazionale delle esposizioni (Bureau of International Expositions - BIE), e la prima Esposizione universale ufficiale nell'Emisfero australe.

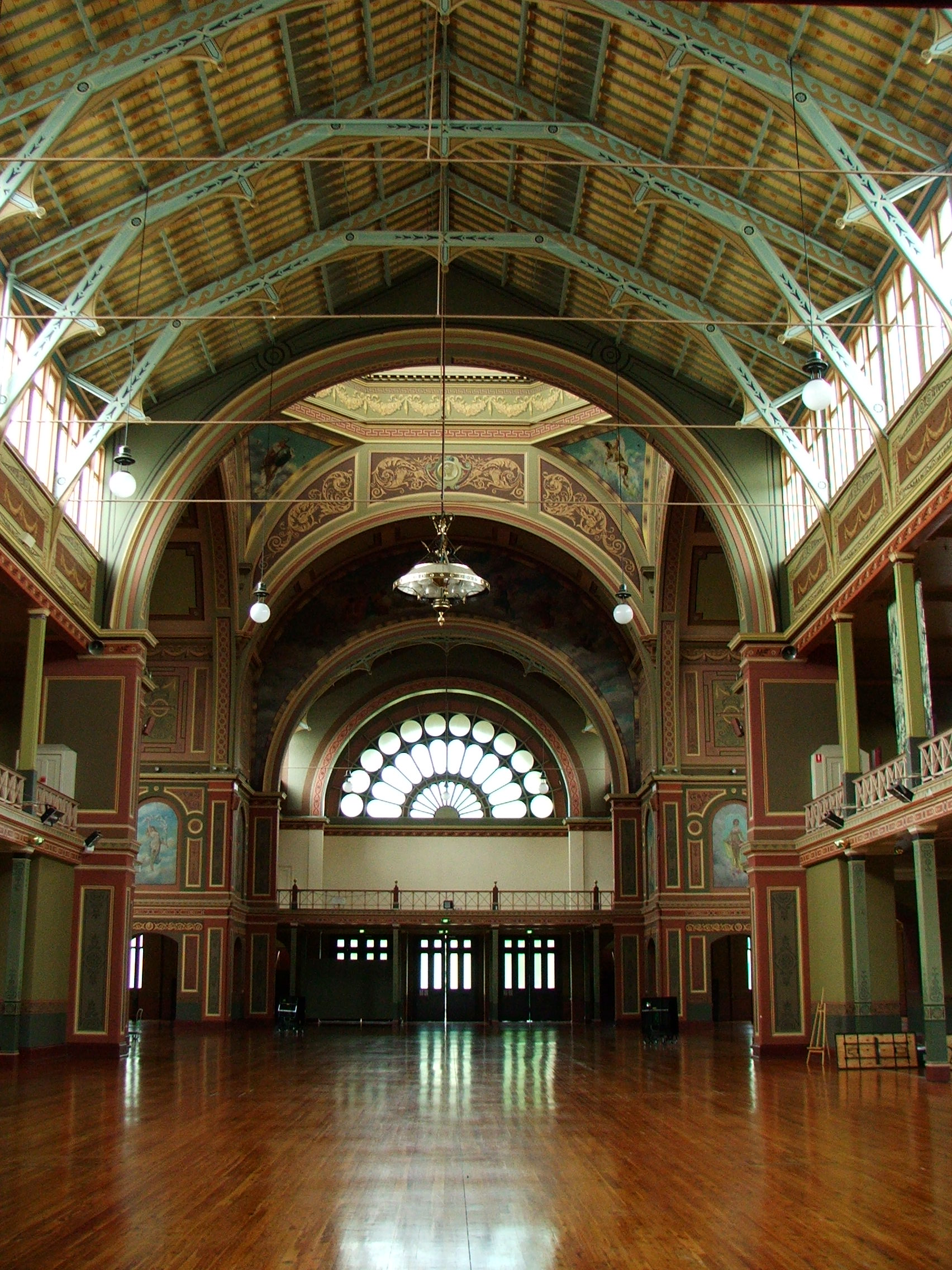
All'interno delle sale dell'edificio Royal Exhibition Building riconosciuto come Patrimonio dell'umanità venne costruito per l'Expo 1880.

## Storia
Dopo essere stato concesso l'autogoverno, allo stato Victoria (nel 1851) ed al Nuovo Galles del Sud (nel 1856), ha visto una costante crescita economica a seguito della scoperta e lo sfruttamento delle riserve auree. Questa crescita nel corso degli anni 1850 e 1860 ha portato alla rivalità tra le loro rispettive capitali Melbourne e Sydney. Nel 1870 l'attenzione rivolta al mondo esterno e le proposte sono state fatte per l'organizzazione di una mostra sul modello delle grandi mostre d'Europa, con l'obiettivo di promuovere il commercio e l'industria, insieme con l'arte, la scienza e l'istruzione. Melbourne ha iniziato i preparativi nel 1879 e ha presentato un piano per il Parlamento. Sydney la rivale di Melbourne, la più vecchia delle due città, ha voluto essere la prima ad organizzare una mostra a tempo di record. Questa Esposizione Internazionale di Sydney è iniziata nel mese di ottobre 1879, ma si è concentrata principalmente sull'agricoltura, quindi non era veramente universale e quindi non soddisfaceva i criteri per il riconoscimento ufficiale da parte del BIE. Melbourne ha deciso di iniziare la sua esibizione poco dopo quello di Sydney, in modo che i partecipanti hanno potuto trasportare le loro esposizioni durante l'inverno del 1880.

## L'Esposizione
L'Esposizione universale di Melbourne si è svolta dal 1º ottobre 1880 fino al 30 aprile 1881. È stata la seconda mostra internazionale che si è tenuta in Australia, la prima si tenne l'anno precedente a Sydney. 1.459.000 di persone hanno visitato la mostra, ma ha registrato una perdita di 277.292 pounds. La mostra è stata aperta anche per l'intrattenimento e il turismo.
Il Royal Exhibition Building, costruito nei vittoriani Carlton Gardens è stato completato nel 1880 per ospitare la mostra, composta da oltre 12.000 metri quadrati. La prima pietra fu posta dal governatore vittoriano George Bowen.

## Postumi
L'edificio è stato ampliato e riutilizzato nel 1888 come sede per la Melbourne Centennial Exhibition, che celebra la fondazione di insediamento europeo a Sydney nel 1788. Alcune strutture della costruzione originaria sono arrivate al giorno d'oggi ed è un Patrimonio mondiale dell'umanità.